# 上田毅八郎
上田毅八郎（日语： Kihachirō Ueda，1920年8月30日—2016年6月18日），日本海洋船舶画家，以绘制了田宫的水线系列模型的封绘而知名。

## 早年生活
1920年8月30日，上田毅八郎出生于静冈县藤枝市鬼岩寺，并在静冈市千代田长大。上田毅八郎在少年时就一边看着《儿童科学》、《航空少年》等杂志，一边临摹里边舰船和飞机的插图。

## 从军经历
1941年，上田毅八郎应征入伍，加入滨松市的大日本帝国陆军高射炮联队，随后又转到船上部队，登上陆军的运输船，成为一名高射炮操作员，执行太平洋战争中的运输任务。
1942年3月1日，他的部队参与到了荷属东印度群岛的登陆作战中，这是上田毅八郎的第一次实战经历。在这次战役中，上田毅八郎所在的船是运输船「神州丸」。战时，上田毅八郎一共乘坐了26艘船。在兵役的空闲时间里，上田毅八郎绘制了一批明信片，主题包括过往的船只、军事事件、爪哇岛、阿留申群島、仰光湾等等。
1944年上田毅八郎被调到了一条搭载雷达的运输船「金華丸」上。「金華丸」在菲律宾战役的多号作战中负责运送士兵和物资，由于有驱逐舰的护航，以及天上疾风战斗机的掩护，在11月1日，他们的部队在奥尔莫克湾成功登陆。但是，在11月14日，「金華丸」在马尼拉湾遭到美军250架飞机连续3天的空袭，「金華丸」沉没，船上操炮员三分之二战死，在船头防空炮座上的上田毅八郎跳入海中，漂流了3、4个小时后被救起，捡回一条命，但是他的右手和右腿受伤，留下了残疾。

## 战后船舶画家生涯
战前，上田毅八郎在其父亲的涂装行业帮忙，在战后，由于他右手右脚受伤，无法进行高处作业，所以他只能进行一些只有坐着才能进行的工作，比如绘制广告牌。为了重拾旧爱，绘制他喜欢的军舰绘画，在工作之余，上田毅八郎也在练习着用左手写字绘画。
1959年，由于作品在当地小有名气，上田毅八郎受到田宫俊作的邀请，给田宫模型绘制封绘。上田毅八郎第一次接到的模型封绘是鳥海號重巡洋艦和愛宕號重巡洋艦，每幅作品耗时3至4天。之后，田宫的水线舰船模型系列中的封绘，大约有2000张是上田毅八郎所绘制。
上田毅八郎在绘制时，非常注重船的准确性。要绘制一幅作品，他会翻阅许多资料，而对于没有历史照片作为参考的，则会以从国会图书馆中残留的军舰设计图纸作为参考。而对于船体细部的构造、船上装备的功能的了解、天空和海水在不同环境下所呈现的颜色、航速对于烟雾的影响等，得益于其自身的参军经历，才能够栩栩如生地展现在其画作上。
1973年，上田毅八郎举办了第一次个人画展。此后，他的军舰、汽车、飞机、火车、帆船等作品除了被印刷在模型封面上，还被刊登与印刷在许多杂志、绘本与日历上。至2009年，其创作的作品已经达到了2万幅以上。2011年2月，上田毅八郎的画集《上田毅八郎作品集－从大和战舰到零式战机》出版。
2016年6月18日，上田毅八郎逝世，终年95岁。